# Bastard (album de Tyler, The Creator)
Pour les articles homonymes, voir Bastard.
Albums de Tyler, The Creator
Goblin
(2011)
Singles
1. Bastard
Sortie : 1er janvier 2010
2. French!
Sortie : 16 janvier 2010
3. VCR/Wheels
Sortie : 29 mai 2010

Bastard est le premier album de Tyler, The Creator, sorti le 25 décembre 2009.
C'est l'album le plus sombre, après Goblin sorti par la suite, dans lequel Tyler a puisé son inspiration dans des biographies de tueurs en série. 
Les titres Odd Toddlers et Slow It Down ont également été publiés sur l'album The Odd Future Tape.

## Contenu
Tout au long de l'album, Ace, The Creator s'adresse à un certain Dr. TC, thérapeute et conseiller d'orientation de l'artiste. Dans la chanson titre, Bastard, le Dr. TC fait allusion aux deuxième (Goblin) album de Tyler pour des séances supplémentaires avec lui. L'album est la première de ces sessions psychanalytiques. Ace , the creator commence à déverser sa bile envers son père absent, ses pensées noires (suicide, drogues, meurtres,viols,kidnapping, etc.), sa vie, son inadéquation avec les autres, mais aussi ses rapports avec les femmes dont une certaine Sarah, le tout ponctué d'un langage fleuri. L’album finit sur l’excellent Inglorious, lors duquel le Dr. TC met fin à la session en laissant Tyler conclure que, malgré l’absence de son père, il ne s'en est pas si mal sorti, et faire part de son désir de s'affranchir de son côté « bâtard ». L’album finit toutefois sur un « bang » laissant supposer qu’il ne s’est pas pour autant affranchi de ses pulsions suicidaires… Étrangement, avant la fin de cette première session, il mentionne une femme dans la pièce ne faisant pas attention à lui…

## Liste des titres
| No  | Titre                                            | Contient un (des) sample(s) de                                  | Durée |
| --- | ------------------------------------------------ | --------------------------------------------------------------- | ----- |
| 1.  | Bastard                                          |                                                                 | 6:09  |
| 2.  | Seven                                            | The Sweetest Pain de Dexter Wansel                              | 3:29  |
| 3.  | Odd Toddlers (featuring Casey Veggies)           | Huit Octobre 1971 de Cortex                                     | 3:36  |
| 4.  | French! (featuring Hodgy Beats)                  |                                                                 | 4:03  |
| 5.  | Blow                                             |                                                                 | 2:55  |
| 6.  | Pigs Fly (featuring Domo Genesis)                |                                                                 | 3:35  |
| 7.  | Parade                                           |                                                                 | 2:23  |
| 8.  | Slow It Down (featuring Hodgy Beats)             |                                                                 | 3:08  |
| 9.  | AssMilk (featuring Earl Sweatshirt)              |                                                                 | 3:40  |
| 10. | VCR/Wheels                                       |                                                                 | 3:28  |
| 11. | Session (featuring Hodgy Beats & Brandun DeShay) |                                                                 | 3:35  |
| 12. | Sarah                                            |                                                                 | 4:47  |
| 13. | Jack and the Beanstalk                           | What More Can I Say de Jay-Z featuring Vincent « Hum V » Bostic | 3:51  |
| 14. | Tina (featuring Jasper Dolphin & Taco)           |                                                                 | 3:07  |
| 15. | Inglorious                                       |                                                                 | 4:05  |

Notes
- Blow contient des vocales additionnelles de Syd tha Kyd.